# Orły
Orły è un comune rurale polacco del distretto di Przemyśl, nel voivodato della Precarpazia.
Ricopre una superficie di 70,11 km² e nel 2004 contava 8 419 abitanti.